# Eidgenössische Volksinitiative «Für eine sichere und nachhaltige Altersvorsorge»
Die eidgenössische Volksinitiative «Für eine sichere und nachhaltige Altersvorsorge», kurz auch Renteninitiative genannt, wurde am 16. Juli 2021 eingereicht. Die Initiative der Jungfreisinnigen verlangt dasselbe Rentenalter von Männern und Frauen, die Erhöhung des Renteneintrittsalters auf 66 bis im Jahre 2032 und die Koppelung des Renteneintrittsalters an die Lebenserwartung. Die Volksabstimmung fand am 3. März 2024 statt. Die Initiative scheiterte sowohl am Volks- als auch am Ständemehr.

## Hintergrund
Die Initiative wurde von den Jungfreisinnigen Schweiz (JFS) lanciert, weil sich ab 2034 die AHV-Renten nach geltender Ordnung nicht mehr finanzieren liessen; denn schon seit 2014 deckten die laufenden Einnahmen die laufenden Ausgaben nicht mehr.
Als die AHV 1948 mit einem Rentenalter von 65 Jahren für beide Geschlechter eingeführt wurde, betrug die Lebenserwartung bei Männern 77 und bei Frauen 78 Jahre. Heute beträgt sie bei Männern knapp 85 und bei Frauen 88 Jahre. Zwischen 1954 und 1974 stieg die Geburtenzahl zudem vorübergehend stark an (von rund 84'000 auf zwischenzeitlich fast 113'000 pro Jahr). Weil die geburtenstarke Babyboomer-Generation jetzt das Rentenalter erreiche, wachse die Zahl der Rentner schneller als die Zahl der Erwerbstätigen. Während vor 60 Jahren noch sechs Erwerbstätige die Rente einer Person im Ruhestand finanzierten, seien es heute nur noch 3,4, und 2050 würden es gemäss Projektionen noch zwei sein. Die Umlagedifferenz (Differenz zwischen Einnahmen und Ausgaben der AHV) betrug 2019 minus 1,2 Milliarden Franken. Laut den Initianten wird dieses Defizit 2045 etwa 16 Milliarden betragen.

## Initiative

### Initiativtext
2 Er [der Bund] beachtet dabei [beim Erlass der Vorschriften über die Alters-, Hinterlassenen- und Invalidenvorsorge] folgende Grundsätze:
ater. Das Rentenalter ist an die durchschnittliche Lebenserwartung der schweizerischen Wohnbevölkerung im Alter von 65 Jahren gebunden; diese Lebenserwartung am 1. Januar des vierten Jahres nach Inkrafttreten dieser Bestimmung wird als Referenzwert festgesetzt; das Rentenalter entspricht der Differenz zwischen der Lebenserwartung und dem Referenzwert, multipliziert mit dem Faktor 0,8 zuzüglich 66; die Anpassung des Rentenalters erfolgt jährlich in Schritten von höchstens zwei Monaten; das Rentenalter wird den betroffenen Personen fünf Jahre vor Erreichen des Rentenalters bekannt gegeben;
Art. 197 Ziff. 122
12. Übergangsbestimmung zu Art. 112 Abs. 2 Bst. ater (Rentenalter)
1 Ab dem 1. Januar des vierten Jahres nach Annahme von Artikel 112 Absatz 2 Buchstabe ater wird das Rentenalter für Männer in Schritten von jeweils zwei Monaten pro Jahr erhöht, bis es 66 Jahre beträgt.
2 Ab dem 1. Januar des vierten Jahres nach Annahme von Artikel 112 Absatz 2 Buchstabe ater wird das Rentenalter für Frauen in Schritten von jeweils vier Monaten pro Jahr erhöht, bis es dem Rentenalter für Männer entspricht. Anschliessend wird das Rentenalter für Frauen in Schritten von jeweils zwei Monaten pro Jahr erhöht, bis es 66 Jahre beträgt.
3 Ab dem 1. Januar des vierten Jahres nach Annahme von Artikel 112 Absatz 2 Buchstabe ater wird das Rentenalter an die durchschnittliche Lebenserwartung der schweizerischen Wohnbevölkerung im Alter von 65 Jahren gebunden.

### Die Initiative im Detail
In einem ersten Schritt wird im vierten Jahr nach Annahme der Initiative das Rentenalter für beide Geschlechter angeglichen und bis 2032 auf 66 Jahre erhöht: bei den Frauen um vier Monate und bei den Männern um zwei Monate pro Jahr. In einem späteren zweiten Schritt erfolgt dann die Koppelung des Renteneintrittsalters mit der Lebenserwartung der Bevölkerung im Alter von 65 Jahren. Steigt die Lebenserwartung, steigt auch das Rentenalter. Die Anpassung verläuft jedoch nicht gleichmässig, sondern mit einem Faktor 0,8; erhöht sich die Lebenserwartung um 24 Monate, steigt das Rentenalter lediglich um 19 Monate. Der Faktor 0,8 wurde gewählt, weil heute ungefähr 80 Prozent eines Lebens vor der Pensionierung stattfindet. Dieser Faktor soll somit garantieren, dass man auch in Zukunft etwa 20 Prozent seines Lebens in der Rente verbringen kann. Damit künftige Rentner frühzeitig ihren Ruhestand planen können, wird das Rentenalter fünf Jahre vor der Pensionierung bekannt gegeben. Schliesslich wurde dafür gesorgt, dass die jährlichen Erhöhungsschritte nicht zu stark ausfallen: Das Rentenalter darf pro Jahr maximal um zwei Monate steigen.
| Jahr | Rentenalter       | Jahr | Rentenalter        |
| ---- | ----------------- | ---- | ------------------ |
| 2032 | 66 Jahre          | 2055 | 67 Jahre 11 Monate |
| 2040 | 66 Jahre 9 Monate | 2060 | 68 Jahre 4 Monate  |
| 2045 | 67 Jahre 2 Monate | 2065 | 68 Jahre 8 Monate  |
| 2050 | 67 Jahre 7 Monate | 2070 | 69 Jahre           |

### Initiativkomitee
Das Initiativkomitee bestand unter anderem aus Thierry Burkart, Andrea Caroni,  Christa Markwalder, Matthias Müller, Philippe Nantermod, Regine Sauter und Christian Wasserfallen.

### Argumente des Initiativkomitees
Laut Initianten gibt es drei Optionen, wie sich die AHV finanziell stabilisieren lässt. Die Renten bis 2045 um 20 Prozent senken, die Steuern erhöhen oder das Renteneintrittsalter schrittweise anheben. Eine Rentenkürzung halten sie für falsch. Bei einer Steuererhöhung müssten entweder die Mehrwertsteuer bis 2045 um vier Prozentpunkte oder die Lohnabgaben (zusammengesetzt aus AHV, IV, Erwerbsersatzordnung, Arbeitslosenversicherung, Unfallversicherung, Krankentaggeld-Versicherung, Krankenversicherung, Pensionskasse und Familienzulagen) um drei Prozentpunkte erhöht werden. Die Bürger hätten dadurch jährlich 2'300 Franken weniger zur Verfügung. Zudem würde das Problem nicht gelöst, sondern nur in die Zukunft verschoben; die Steuern müssten auch danach weiter erhöht werden. Höhere Steuern seien aber wirtschafts- und wohlstandsfeindlich.
Eine schrittweise Erhöhung des Renteneintrittsalters sei die beste Lösung, da sie das Problem an der Wurzel packe. Da aber auch dies nur kurzfristig finanzielle Luft schaffe, sei eine Ergänzung nötig in Form einer Koppelung des Rentenalters und der Lebenserwartung: Steigt die Lebenserwartung, steigt auch das Rentenalter, wie es Italien, Portugal, England, Dänemark, Finnland und die Niederlande eingeführt haben oder noch tun werden. Die Initianten betonen zudem die Flexibilität, die weiterhin gewährleistet sei: Arbeitnehmer in der Baubranche können schon mit 60 Jahren Rente beziehen. Zudem könnten Arbeitnehmer auch ohne Vereinbarung mit ihrem Arbeitgeber die Rente um ein bis zwei Jahre vorziehen. Das Finden von Lösungen für die jeweilige Branche sei wie schon heute Aufgabe der Sozialpartner (Arbeitgeber und Gewerkschaften) und nicht des Gesetzgebers.
Ein sehr oft genanntes Kontra-Argument sei, dass der Arbeitsmarkt keine Kapazität für ältere Menschen habe – beispielsweise bei über 55-Jährigen –, weshalb deren Arbeitslosenquote nach Annahme der Initiative zunähme. Das bestreiten die Initianten, denn die Arbeitslosigkeit sei bei Jugendlichen höher. Ausserdem betrage die Erwerbsquote in der Schweiz in dieser Altersgruppe 73 %, während der OECD-Durchschnitt bei 61 % liege. Ein Problem stelle aber die Langzeitarbeitslosigkeit dar, von der ältere Arbeitnehmer häufiger betroffen sind. Dagegen helfe eine Flexibilisierung des Rentenalters, weil es sich dann für die Arbeitgeber lohne, auch ältere Arbeitnehmer noch einzuarbeiten, die heute kurz vor der ordentlichen Pensionierung stünden. Zweitens sollte man die Sparbeiträge an die Pensionskasse reduzieren; denn während Junge nichts zahlen, müssen 55–64-Jährige 18 % ihres Lohnes an die Pensionskasse zahlen, was sie auf dem Arbeitsmarkt wegen der hohen Kosten für die Arbeitgeber unattraktiv macht. Als Drittes spiele Weiterbildung eine wichtige Rolle, der in Art. 64a der Bundesverfassung Rechnung getragen wird. Ausserdem würden in den kommenden Jahren aufgrund der Pensionierungswelle der Babyboomer besonders viele Arbeitskräfte (~ 500 000) benötigt.
Zudem konstatiert ein Gutachten, das vom Initiativkomitee eingeholt wurde, dass die Angleichung des Frauenrentenalters an jenes der Männer sehr wohl gerecht sei – auch wenn dies die Gegner bestreiten. Konkret betont das Gutachten, es sei nicht die Aufgabe eines Sozialversicherungssystems, durch eine spezifische Ausgestaltung der Parameter mutmassliche Ungerechtigkeiten auszugleichen. Denn dächte man diese Überlegung zu Ende, müsste man ein breit differenziertes Rentenalter einführen – je nach spezifischen Indikatoren wie der Lebenserwartung oder der Höhe des Gehalts. Zum Beispiel haben soziale Gruppierungen eine unterschiedliche Lebenserwartung oder unterschiedliche Einkommen. Ausserdem gebe es eine starke Umverteilung zwischen den Geschlechtern, da die Frauen 34 Prozent der AHV-Beiträge einzahlen, aber 55 Prozent der ausbezahlten Rentensumme beziehen. Auch in dieser Hinsicht sei ein tieferes Rentenalter der Frauen als Kompensation allfälliger Diskriminierung kaum begründbar.

## Behandlung der Initiative

### Chronologie
Im Oktober 2019 verfügte die Bundeskanzlei, gestützt auf Art. 68 und Art. 69 BPR, dass die Initiative den gesetzlichen Formen entspricht. Das Sammeln durfte ab dem 5. November 2019 erfolgen. Infolge der COVID-19-Pandemie wurde die Sammelfrist um 72 Tage bis zum 16. Juli 2021 verlängert. Am 25. August 2021 verkündete die Bundeskanzlei, die Initiative sei zustande gekommen. Von den eingereichten 108'297 Unterschriften waren 107'049 gültig.

### Stellungnahmen des Bundesrates
In seiner ersten Stellungnahme im November 2021 befand der Bundesrat, der Automatismus der Koppelung des Rentenalters an die Lebenserwartung berücksichtige nicht die Bedürfnisse des Arbeitsmarktes. Der Bundesrat, das Parlament und das Volk könnten nicht mehr mit der nötigen Flexibilität den demografischen, ökonomischen und sozialen Gegebenheiten Rechnung tragen. Zudem lasse sich die demografische Herausforderung der AHV nicht einzig mit einer Erhöhung des Rentenalters lösen. Der Bundesrat beschloss deshalb, die Initiative ohne Gegenentwurf zur Ablehnung zu empfehlen.
In seiner Botschaft im Juni 2022 konzedierte der Bundesrat den Initianten, dass ihre AHV-Reform die demographische Faktoren mit einbeziehe und dem Gesetzgeber einen umfangreichen Handlungsspielraum gewähre. Der vorgeschlagene Automatismus würde es jedoch nicht erlauben, bei der Festlegung des Renteneintrittsalters neben der Lebenserwartung noch andere Faktoren zu berücksichtigen. Eine weitere Schwierigkeit sei, dass mit der Aufnahme der geforderten Bestimmungen (paritätisches Rentenalter sowie Automatismus) in die Verfassung eine flexible Anpassung an demografische und gesellschaftliche Veränderungen in Zukunft ausgeschlossen wäre. Denn für jede Änderung müsste eine Volksabstimmung durchgeführt werden, bei der sowohl das Volk als auch die Stände die Vorlage gutheissen müssten (obligatorisches Referendum, Art. 140 BV). Wenn das Rentenalter wie bis anhin im Gesetz geregelt werde (Art. 21 AHVG), wäre schnelles Handeln möglich, da Gesetzesänderungen nur dem fakultativen Referendum unterstehen (Art. 141 BV). Diese Flexibilität sei notwendig, weil die Lebenserwartung zuweilen Schwankungen unterliegt und stark vom medizinischen Fortschritt und dem Gesundheitsverhalten beeinflusst wird. Ebenso variiere die Lebenserwartung zwischen verschiedenen Bevölkerungsgruppen. Der Bundesrat meinte deshalb, es sei notwendig, in gewissen Fällen Ausnahmen beim Rentenalter vorsehen zu können (so für spezifische Bevölkerungsgruppen oder bei wirtschaftlichen Veränderungen) – wegen der Verankerung in der Bundesverfassung wäre das aber nicht möglich.
Der Bundesrat gab zu bedenken, dass das Rentenalter der AHV Einfluss auf weitere Sozialversicherungen habe. Er nannte zum Beispiel den flexiblen Rentenbezug: Die Renteninitiative bezieht sich zwar nicht direkt darauf, die geforderte Erhöhung des Rentenalters wirke sich jedoch indirekt darauf aus. Nach geltender Rechtslage kann die Rente um 2 Jahre vorgezogen (Frauen ab 62 Jahren, Männer ab 63 Jahren) und um höchstens 5 Jahre aufgeschoben werden. Auch mit der Reform AHV 21 (Eidgenössische Volksabstimmung über den Bundesbeschluss über die Zusatzfinanzierung der AHV durch eine Erhöhung der Mehrwertsteuer und Änderung des AHV-Gesetzes) bleibe die Vorbezugsdauer bei zwei Jahren, aber Frauen könnten aufgrund der Erhöhung des Rentenalters auf 65 Jahre ihre Rente wie die Männer erst ab 63 Jahren vorbeziehen. Beim Vorbezug stelle sich die Frage, ob das Mindestalter zum Bezug von Leistungen sowohl in der AHV als auch in der beruflichen Vorsorge der Entwicklung des Referenzalters folgen müsste oder ob für den Vorbezug auf das bisherige Mindestalter abzustellen wäre: «Das bedeutet, entweder würde das Mindestalter von 62 beziehungsweise 63 Jahren beibehalten oder die Altersgrenze in Abhängigkeit der Erhöhung des Referenzalters festgesetzt.»

### Beratungen in den Eidgenössischen Räten
Am 15. März 2023 behandelte der Ständerat die Renteninitiative als Erstrat. Mit 30 zu 11 Stimmen folgte er dem Antrag des Bundesrats und seiner vorberatenden Kommission, die Renteninitiative dem Volk zur Ablehnung zu empfehlen; ein Gegenentwurf sei nicht nötig. Thomas Hefti (FDP), Befürworter der Initiative, sagte im Ständerat, die AHV brauche eine Reform, um zu verhindern, dass ihre Verschuldung ins Unermessliche steige, und die Volksinitiative setze hier an, weil bei Annahme die Ausgaben der AHV um 2,1 Milliarden Franken sänken. Die Gegner entgegneten, der Bundesrat arbeite ohnehin an einer Vorlage zur Stabilisierung der AHV für die Zeit von 2030 bis 2040, und argumentierten, ein Automatismus sei nicht der richtige Weg.
Damit ging das Geschäft an den Nationalrat, der es am 5. Juni 2023 behandelte. Einem Minderheitsantrag aus seiner vorberatenden Kommission SGK-N folgend, sprach er sich mit 93 zu 92 Stimmen bei einer Enthaltung für einen direkten Gegenentwurf aus. Dieser war als Schuldenbremse für die AHV konzipiert. Nebst der FDP stimmten auch die SVP und die GLP dafür, das Geschäft an die Kommission zurückzuweisen. Das gebe der Kommission eine Chance, eine bessere Lösung für die Finanzierung der Renten der Babyboomer zu finden, argumentierte Melanie Mettler (GLP).
Mehrere Redner kritisierten die Initiative als sozial ungerecht. Ein höheres Rentenalter treffe jene, die körperlich hart arbeiteten – und damit jene Menschen, die auch eine geringere Lebenserwartung hätten. Wenn das Rentenalter steige, bleibe diesen Personen weniger Zeit im Ruhestand. Flavia Wasserfallen (SP) warnte, dass bei einer Annahme der Initiative die Kosten einfach in andere Sozialwerke verlagert würden, etwa in die Arbeitslosenversicherung und die Sozialhilfe. Die Lage der älteren Arbeitnehmer würde sich weiter verschlechtern.
Bevor die Vorlage wieder zum Ständerat ging, behandelte sie der Nationalrat am 13. Juni 2023 zum zweiten Mal, weil am 5. Juni kein Beschluss zur Abstimmungsempfehlung gefasst werden konnte. In der zweiten Beratung wurde der zuvor befürwortete direkte Gegenentwurf abgelehnt. In den Schlussabstimmungen nahm der Nationalrat den Entwurf des Bundesrates, der die Initiative zur Ablehnung empfehlen wollte, mit 143 zu 40 Stimmen bei elf Enthaltungen an, der Ständerat mit 32 zu 11 Stimmen bei einer Enthaltung.

## Finanzierung der Abstimmungskampagne
Die Volksabstimmungen vom 3. März 2024 waren die ersten Volksabstimmungen, für die die Finanzierung der Abstimmungskampagnen offengelegt werden musste; die Eidgenössische Finanzkontrolle publizierte die deklarierten Angaben. Gemäss der Schlussabrechnung hat das «Komitee Renteninitiative Ja» 1'220'337 CHF aufgewendet. Sechsstellige Beiträge stammten von Economiesuisse (300'000 CHF) und von Oliver Ehinger aus Arlesheim (230'000 CHF). Die Gegner der Volksinitiative setzten 115'886 CHF für ihre Kampagne ein. Diesen Betrag teilten sich der Schweizerische Gewerkschaftsbund (99'578 CHF) und die UNIA (16'308 CHF).

## Volksabstimmung

### Haltungen

#### Parteiparolen
Ja-Parole: SVP, FDP, EDU
Nein-Parole: Grüne, glp, EVP, Die Mitte, MCG, SP

#### Verbände
Pro: Economiesuisse, Schweizerischer Arbeitgeberverband, Schweizerischer Gewerbeverband
Contra: Schweizerischer Bauernverband, Schweizerischer Gewerkschaftsbund, Travail.Suisse

### Ergebnis
Am 3. März 2024 wurde die Initiative von 74,7 % der Stimmberechtigten und allen Ständen verworfen.
| Kanton                   | Ja (%)  | Nein (%) | Beteiligung (%) |
| ------------------------ | ------- | -------- | --------------- |
| Zürich                   | 30,46 % | 69,54 %  | 58,49 %         |
| Bern                     | 25,05 % | 74,95 %  | 57,81 %         |
| Luzern                   | 27,12 % | 72,88 %  | 58,24 %         |
| Uri                      | 22,80 % | 77,20 %  | 61,70 %         |
| Schwyz                   | 29,19 % | 70,81 %  | 62,40 %         |
| Obwalden ½               | 27,24 % | 72,76 %  | 64,50 %         |
| Nidwalden ½              | 28,20 % | 71,80 %  | 64,11 %         |
| Glarus                   | 24,88 % | 75,12 %  | 56,05 %         |
| Zug                      | 30,10 % | 69,90 %  | 65,26 %         |
| Freiburg                 | 19,58 % | 80,42 %  | 58,70 %         |
| Solothurn                | 25,78 % | 74,22 %  | 58,53 %         |
| Basel-Stadt ½            | 27,84 % | 72,16 %  | 59,43 %         |
| Basel-Landschaft ½       | 26,70 % | 73,30 %  | 58,88 %         |
| Schaffhausen             | 29,82 % | 70,18 %  | 71,04 %         |
| Appenzell Ausserrhoden ½ | 27,42 % | 72,58 %  | 59,31 %         |
| Appenzell Innerrhoden ½  | 29,27 % | 70,73 %  | 57,26 %         |
| St. Gallen               | 26,81 % | 73,19 %  | 56,32 %         |
| Graubünden               | 26,57 % | 73,43 %  | 55,96 %         |
| Aargau                   | 26,22 % | 73,78 %  | 56,84 %         |
| Thurgau                  | 26,80 % | 73,20 %  | 54,87 %         |
| Tessin                   | 24,55 % | 75,45 %  | 58,04 %         |
| Waadt                    | 14,91 % | 85,09 %  | 58,02 %         |
| Wallis                   | 23,84 % | 76,16 %  | 61,43 %         |
| Neuenburg                | 18,50 % | 81,50 %  | 56,72 %         |
| Genf                     | 22,16 % | 77,84 %  | 52,56 %         |
| Jura                     | 14,97 % | 85,03 %  | 60,73 %         |
| Schweiz                  | 25,28 % | 74,72 %  | 58,10 %         |